# Edward Pelham-Clinton (10e duc de Newcastle)
Edward Charles Pelham-Clinton, 10e duc de Newcastle-under-Lyne (18 août 1920 - 25 décembre 1988), connu sous le nom d'Edward Pelham-Clinton jusqu'en novembre 1988, est un noble anglais, duc pendant moins de deux mois à la fin de sa vie, héritant des titres d'un lointain cousin. Il a auparavant servi dans l'Artillerie royale pendant la Seconde Guerre mondiale, au cours de laquelle il est mentionné dans des dépêches. Plus tard, il a une carrière de lépidoptériste.

## Biographie
Pelham-Clinton est le fils de Guy Edward Pelham-Clinton, un officier de l'armée et un petit-fils de Lord Charles Clinton, qui est un fils cadet de Henry Pelham-Clinton. Il fait ses études au collège d'Eton et à Trinity College, à Oxford, et sert comme officier dans la Royal Artillery pendant la Seconde Guerre mondiale, atteignant le grade de capitaine. Son jeune frère, Alastair Pelham-Clinton, est un officier d'aviation de la Royal Air Force et est décédé en 1943 à l'âge de vingt ans .
Lépidoptériste expert, de 1960 à 1980, Pelham-Clinton est gardien adjoint du Musée national d'Écosse, à Édimbourg . Il est rédacteur en chef adjoint de six volumes de la série The Moths and Butterflies of Great Britain and Ireland.
Il succède à son cousin dans le comté et le duché en novembre 1988. Il est décédé un mois et 21 jours plus tard, à l'âge de 68 ans, célibataire . Comme tous les autres héritiers mâles de la lignée du second duc sont morts, le duché s'éteint, mais son titre de comte de Lincoln passe à un parent très éloigné. 